# Bremer Solidaritätspreis
Der Bremer Solidaritätspreis wird seit 1988 alle zwei Jahre vom Senat der Freien Hansestadt Bremen verliehen. Mit ihm soll der Einsatz von Personen und Gruppen, die sich für Freiheit und Selbstbestimmung und für die Überwindung von Ungerechtigkeit im Nord-Süd-Verhältnis und der Folgen von Kolonialismus und Rassismus einsetzen, gewürdigt werden. Der Preis ist mit 10.000 Euro dotiert. Neben dem Preisgeld wird auch eine moderne Skulptur, die vom Bremer Künstler Bernd Altenstein geschaffen wurde, überreicht. Die Skulptur bringt symbolhaft die Bremer Stadtmusikanten als solidarisch Handelnde zum Ausdruck.
Der Preis wurde erstmals 1988 an Nelson Mandela und Winnie Mandela verliehen. Die Verleihung findet mit dem Bürgermeister der Freien Hansestadt Bremen in der Oberen Halle des historischen Bremer Rathauses statt. Für die Laudatio werden bekannte Persönlichkeiten aus den Bereichen Politik, Wissenschaft oder Medien gewonnen. Die Auszeichnung ist auch mit der Absicht verbunden, dass die so geschaffene Öffentlichkeit einen Beitrag zum Schutz des Preisträgers leisten kann.

## Kuratorium
Bei der Auswahl der Preisträger setzte der Senat 1999  einen unabhängigen Beirat ein zur Unterstützung und Vorbereitung der Preisverleihungen ein, der später als Kuratorium bezeichnet wurde. Dieses setzt sich aus anerkannten entwicklungspolitischen Experten und Persönlichkeiten zusammen.
Der Senat beruft die Mitglieder des Kuratoriums. Aktuell (2023) sind das (alphabetisch geordnet):
- Asia Abdulkadir, Landeskoordinatorin für die Kindernothilfe in Somalia
- Bernd Bornhorst, Bischöfliches Hilfswerk Misereror
- Bärbel Dieckmann, Oberbürgermeisterin a. D. von Bonn, Mitglied des Präsidiums der Deutschen Gesellschaft für die Vereinten Nationen (DGVN)
- Cornelia Füllkrug-Weitzel, ehemalige Präsidentin des Werkes Brot für die Welt und der Diakonie Katastrophenhilfe
- Gertraud Gauer-Süß, Geschäftsführerin des Bremer Informationszentrum für Menschenrechte und Entwicklung (BIZ)
- Ernesto Harder, Geschäftsführer des DGB Region Bremen-Elbe-Weser
- Monika Hauser, Gründerin und Vorsitzende der Frauenrechtsorganisation medica mondiale
- Monika Hoegen, freie Fachjournalistin, Moderatorin und Medientrainerin mit entwicklungspolitischen Schwerpunkt
- Horst Janus, Pastor a. D., Bremische Evangelische Kirche (BEK), Vorsitzender von Zuflucht – Ökumenische Ausländerarbeit
- Renata Campos Motta, Leiterin der Forschungsgruppe Food for Justice: Power, Politics and Food Inequalities in a Bioeconomy am Heidelberg Centrum für Ibero-Amerika-Studien
- Petra Pinzler, Journalistin (Die Zeit) mit entwicklungspolitischen und wirtschaftlichen Schwerpunkt

## Preisträger
- 1988 Winnie und Nelson Mandela aus Südafrika.
- 1990 Bischof Medardo E. Gómez und die Menschenrechtsorganisation Comité Cristiano Pro Desplazados de El Salvador (CRIPDES) aus El Salvador.
- 1992 David Kopenawa Yanomami Interessenvertreter der Yanomami-Indigenen aus Brasilien.
- 1993 Aung San Suu Kyi aus Myanmar/Birma.
- 1996 Han Dongfang, Mitbegründer der Autonomen Arbeitervereinigung von Peking (AAV) aus der Volksrepublik China.
- 1998 Nadjet Bouda, stellvertretend für Rassemblement Actions Jeunesse (RAJ) aus Algerien, Hetti Samanmali, stellvertretend für „Da Bindu Collective“ aus Sri Lanka, und Brigitte Erler, stellvertretend für Aktion Courage .e.V. – SOS Rassismus aus Deutschland.
- 2001 Marguerite Barankitse aus Burundi und Melanie Ntahongendera aus Ruanda, für die Gründung und Leitung des Waisenhauses „Le Maison Shalom“ in Ruyigi, Burundi.
- 2003 Sumaya Farhat-Naser (Palästina) und Gila Svirsky (Israel) für den Dialog für Frieden im Nahost-Konflikt.
- 2005 Elsa de Oesterheld (Argentinien), Vertreterin der Mütter und Angehörigen verschwundener Deutscher und Deutschstämmiger in Argentinien und Kuno Hauck (Deutschland), Repräsentant der Koalition gegen Straflosigkeit.
- 2007 Ana del Carmen Martínez Sprecherin der afro-kolumbianischen Friedensgemeinde und die Franziskanerschwester Carolina Pardo Jaramillo aus Kolumbien.
- 2009 Immaculée Birhaheka, kongolesische Menschenrechtlerin
- 2011 Maung Thura (genannt Zarganar) aus Myanmar (Burma), Kritiker der Militärjunta seines Heimatlandes.
- 2013 Aminatou Haidar aus Marokko setzt sich für Menschenrechte in und politische Selbstbestimmung der Westsahara ein.
- 2015 Esther Mujawayo-Keiner, Mitgründerin der ruandischen Organisation AVE-GA-AGAHOZO (,,Vereinigung der Witwen des Völkermords 1994‘‘) und Traumatherapeutin für Flüchtlinge in Ruanda und Deutschland.
- 2017 Stella Agara als Aktivistin aus Kenia für weltweite Steuergerechtigkeit und gegen Steuervermeidung, Engagement für Youth Led Development.
- 2019 Martín und Víctor Fernández Guzmán, Menschenrechtsanwälte aus Honduras, gemeinsam mit der von ihnen mitgegründeten Organisation MADJ – Movimiento Amplio por la Dignidad y la Justicia (Breite Bewegung für Würde und Gerechtigkeit)
- 2021 Rukmini Vaderapura Puttaswamy, Aktivistin gegen geschlechtsspezifische Gewalt, Frauenrechtlerin, Präsidentin und Mitbegründerin der frauengeführten Gewerkschaft Garment Labour Union (GLU) sowie der Fraueninitiative „Munnade“ (Indien)
- 2023 Hamira Kobusingye, Klimagerechtigkeitsaktivistin aus Uganda